# Giulio Cesare Corradi
Giulio Cesare Corradi (Parma, ... – Venezia, 1701 o 1702) è stato un librettista italiano, attivo a Venezia.
Nulla si sa sulla formazione e sulla sua biografia antecedente il 1675. Infatti a partire da quest'anno iniziò la sua carriera di librettista per i teatri veneziani (fu legato principalmente ai palcoscenici di proprietà della famiglia Grimani), attività che duro sino al 1701 o 1702. Il suo primo lavoro fu La divisione del mondo, messa in musica da Giovanni Legrenzi al Teatro San Salvador, dramma scritto in onore della nobiltà veneziana. L'anno successivo, nel 1676, produsse il suo secondo libretto, Germanico sul Reno. In seguito altri suoi lavori furono messi in musica al Teatro San Giovanni Grisostomo, tra il 1678 e il 1681, e al Teatro San Giovanni Paolo, tra il 1686 e il 1693.
Corradi non fu uno di quei librettisti che negli anni '90 del Seicento cercò di migliorare lo stile librettistico, anche se egli introdusse diversi elementi drammatici all'interno di tre suoi lavori prodotti in quegl'anni: Il gran Tamerlano, L'amor di Curzio per la patria e Alboino in Italia.

I suoi lavori tendono ad accentuare animatamente le interazioni tra i vari personaggi e presentano tutti basi storiche, tranne La divisione del mondo, libretto tratto da la Gerusalemme liberata di Torquato Tasso.